# Grand Prix automobile d'Italie 2007
GP précédent GP suivant
Le Grand Prix automobile d'Italie 2007 (Formula 1 Gran Premio d'Italia 2007), disputé sur le circuit de Monza le 9 septembre 2007, est la 781e épreuve du championnat du monde de Formule 1 courue depuis 1950 et la treizième manche du championnat 2007.

## Essais libres

### Vendredi matin
| Pos. | Pilote          | Voiture          | Chrono         | Écart     |
| ---- | --------------- | ---------------- | -------------- | --------- |
| 1    | Kimi Räikkönen  | Ferrari          | 1 min 22 s 446 |           |
| 2    | Felipe Massa    | Ferrari          | 1 min 22 s 590 | + 0 s 144 |
| 3    | Lewis Hamilton  | McLaren-Mercedes | 1 min 22 s 618 | + 0 s 172 |
| 4    | Fernando Alonso | McLaren-Mercedes | 1 min 22 s 840 | + 0 s 394 |
| 5    | Nico Rosberg    | Williams-Toyota  | 1 min 23 s 472 | + 1 s 026 |
| 6    | Jenson Button   | Honda            | 1 min 23 s 668 | + 1 s 222 |

### Vendredi après-midi

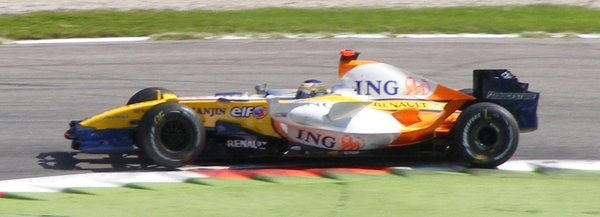
Giancarlo Fisichella à Monza en 2007

| Pos. | Pilote               | Voiture          | Chrono         | Écart     |
| ---- | -------------------- | ---------------- | -------------- | --------- |
| 1    | Fernando Alonso      | McLaren-Mercedes | 1 min 22 s 386 |           |
| 2    | Lewis Hamilton       | McLaren-Mercedes | 1 min 23 s 209 | + 0 s 823 |
| 3    | Giancarlo Fisichella | Renault          | 1 min 23 s 584 | + 1 s 198 |
| 4    | Robert Kubica        | BMW Sauber       | 1 min 23 s 599 | + 1 s 213 |
| 5    | Nico Rosberg         | Williams-Toyota  | 1 min 23 s 679 | + 1 s 293 |
| 6    | Felipe Massa         | Ferrari          | 1 min 23 s 722 | + 1 s 336 |

### Samedi matin

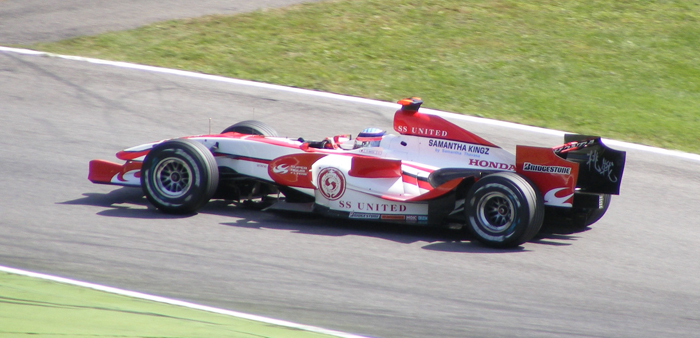
Takuma Satō à Monza en 2007

| Pos. | Pilote          | Voiture          | Chrono         | Écart     |
| ---- | --------------- | ---------------- | -------------- | --------- |
| 1    | Fernando Alonso | McLaren-Mercedes | 1 min 22 s 054 |           |
| 2    | Lewis Hamilton  | McLaren-Mercedes | 1 min 22 s 200 | + 0 s 146 |
| 3    | Felipe Massa    | Ferrari          | 1 min 22 s 615 | + 0 s 181 |
| 4    | Nick Heidfeld   | BMW Sauber       | 1 min 22 s 855 | + 0 s 801 |
| 5    | Robert Kubica   | BMW Sauber       | 1 min 23 s 287 | + 1 s 233 |
| 6    | Nico Rosberg    | Williams-Toyota  | 1 min 23 s 454 | + 1 s 400 |

## Grille de départ
| Pos. | Pilote               | Écurie             | Qualifications 1 | Qualifications 2 | Qualifications 3 |
| ---- | -------------------- | ------------------ | ---------------- | ---------------- | ---------------- |
| 1    | Fernando Alonso      | McLaren-Mercedes   | 1 min 21 s 718   | 1 min 21 s 356   | 1 min 21 s 997   |
| 2    | Lewis Hamilton       | McLaren-Mercedes   | 1 min 21 s 956   | 1 min 21 s 746   | 1 min 22 s 034   |
| 3    | Felipe Massa         | Ferrari            | 1 min 22 s 309   | 1 min 21 s 993   | 1 min 22 s 549   |
| 4    | Nick Heidfeld        | BMW Sauber         | 1 min 23 s 107   | 1 min 22 s 466   | 1 min 23 s 174   |
| 5    | Kimi Räikkönen       | Ferrari            | 1 min 22 s 673   | 1 min 22 s 369   | 1 min 23 s 183   |
| 6    | Robert Kubica        | BMW Sauber         | 1 min 23 s 088   | 1 min 22 s 400   | 1 min 23 s 446   |
| 7    | Heikki Kovalainen    | Renault            | 1 min 23 s 505   | 1 min 23 s 134   | 1 min 24 s 102   |
| 8    | Nico Rosberg         | Williams-Toyota    | 1 min 23 s 333   | 1 min 22 s 748   | 1 min 24 s 382   |
| 9    | Jarno Trulli         | Toyota             | 1 min 23 s 724   | 1 min 23 s 107   | 1 min 24 s 555   |
| 10   | Jenson Button        | Honda              | 1 min 23 s 639   | 1 min 23 s 021   | 1 min 25 s 165   |
| 11   | Mark Webber          | Red Bull-Renault   | 1 min 23 s 575   | 1 min 23 s 166   |                  |
| 12   | Rubens Barrichello   | Honda              | 1 min 23 s 474   | 1 min 23 s 176   |                  |
| 13   | Alexander Wurz       | Williams-Toyota    | 1 min 23 s 739   | 1 min 23 s 209   |                  |
| 14   | Anthony Davidson     | Super Aguri-Honda  | 1 min 23 s 646   | 1 min 23 s 274   |                  |
| 15   | Giancarlo Fisichella | Renault            | 1 min 23 s 559   | 1 min 23 s 325   |                  |
| 16   | Sebastian Vettel     | Toro Rosso-Ferrari | 1 min 23 s 578   | 1 min 23 s 351   |                  |
| 17   | Takuma Satō          | Super Aguri-Honda  | 1 min 23 s 749   |                  |                  |
| 18   | Ralf Schumacher      | Toyota             | 1 min 23 s 787   |                  |                  |
| 19   | Vitantonio Liuzzi    | Toro Rosso-Ferrari | 1 min 23 s 886   |                  |                  |
| 20   | David Coulthard      | Red Bull-Renault   | 1 min 24 s 019   |                  |                  |
| 21   | Adrian Sutil         | Spyker-Ferrari     | 1 min 24 s 699   |                  |                  |
| 22   | Sakon Yamamoto       | Spyker-Ferrari     | 1 min 25 s 084   |                  |                  |

Notes : 

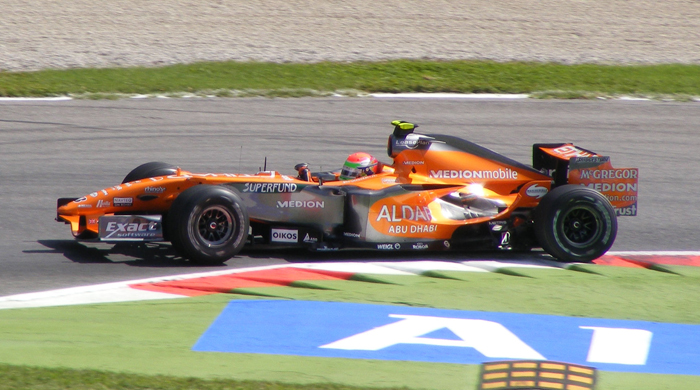
Sakon Yamamoto à Monza en 2007

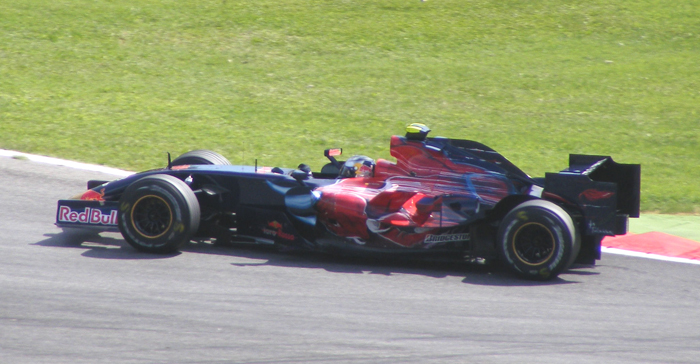
Sebastian Vettel à Monza en 2007

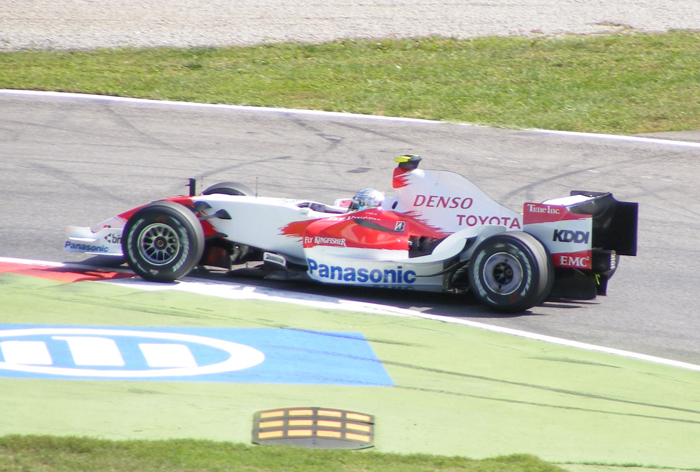
Jarno Trulli pour son Grand Prix national

- Kimi Räikkönen a été victime d'une violente sortie de piste lors de la troisième séance d'essais à cause d'une rupture de suspension et a disputé les essais qualificatifs avec le mulet (qui devient dès lors sa voiture de course). Il n'a pas été pénalisé par les commissaires de course car les mécaniciens de Ferrari ont transféré le moteur et la boîte de vitesses de la monoplace accidentée vers la voiture de réserve.
- Lors de la Q2, Fernando Alonso, en bouclant son meilleur tour en 1 min 21 s 356, a battu le temps de la pole position 2006 établi par Kimi Räikkönen (1 min 21 s 484).

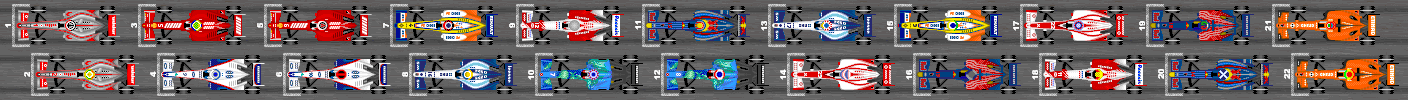
La grille de départ du Grand Prix

## Course

### Classement de la course

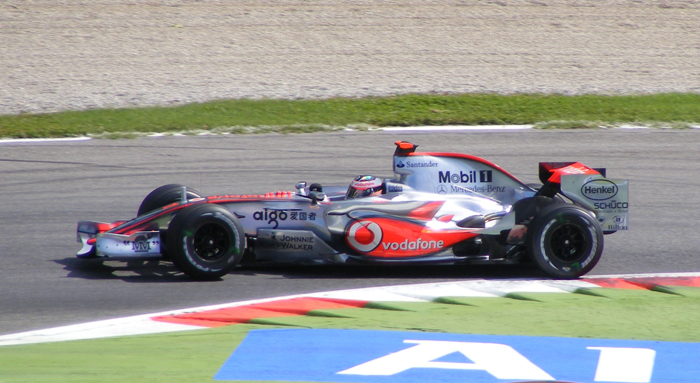
Alonso, vainqueur à Monza en 2007

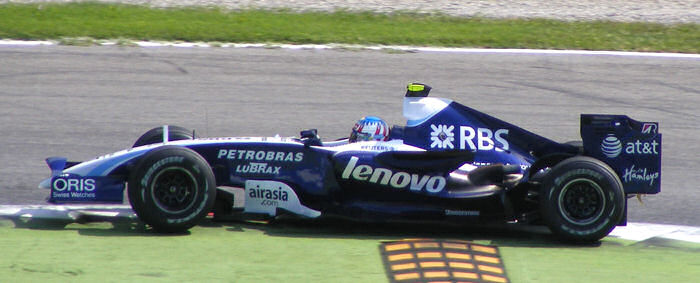
Alexander Wurz à Monza en 2007

| Pos. | no | Pilote               | Écurie             | Tours | Temps/Abandon                      | Grille | Points |
| ---- | -- | -------------------- | ------------------ | ----- | ---------------------------------- | ------ | ------ |
| 1    | 1  | Fernando Alonso      | McLaren-Mercedes   | 53    | 1 h 18 min 37 s 806 (234,048 km/h) | 1      | 10     |
| 2    | 2  | Lewis Hamilton       | McLaren-Mercedes   | 53    | + 6 s 062                          | 2      | 8      |
| 3    | 6  | Kimi Räikkönen       | Ferrari            | 53    | + 27 s 325                         | 5      | 6      |
| 4    | 9  | Nick Heidfeld        | BMW Sauber         | 53    | + 56 s 562                         | 4      | 5      |
| 5    | 10 | Robert Kubica        | BMW Sauber         | 53    | + 1 min 0 s 558                    | 6      | 4      |
| 6    | 16 | Nico Rosberg         | Williams-Toyota    | 53    | + 1 min 05 s 810                   | 8      | 3      |
| 7    | 4  | Heikki Kovalainen    | Renault            | 53    | + 1 min 06 s 751                   | 7      | 2      |
| 8    | 7  | Jenson Button        | Honda              | 53    | + 1 min 12 s 168                   | 10     | 1      |
| 9    | 15 | Mark Webber          | Red Bull-Renault   | 53    | + 1 min 15 s 879                   | 11     |        |
| 10   | 8  | Rubens Barrichello   | Honda              | 53    | + 1 min 16 s 958                   | 12     |        |
| 11   | 12 | Jarno Trulli         | Toyota             | 53    | + 1 min 17 s 736                   | 9      |        |
| 12   | 3  | Giancarlo Fisichella | Renault            | 52    | + 1 tour                           | 15     |        |
| 13   | 17 | Alexander Wurz       | Williams-Toyota    | 52    | + 1 tour                           | 13     |        |
| 14   | 23 | Anthony Davidson     | Super Aguri-Honda  | 52    | + 1 tour                           | 14     |        |
| 15   | 11 | Ralf Schumacher      | Toyota             | 52    | + 1 tour                           | 18     |        |
| 16   | 22 | Takuma Satō          | Super Aguri-Honda  | 52    | + 1 tour                           | 17     |        |
| 17   | 18 | Vitantonio Liuzzi    | Toro Rosso-Ferrari | 52    | + 1 tour                           | 19     |        |
| 18   | 19 | Sebastian Vettel     | Toro Rosso-Ferrari | 52    | + 1 tour                           | 16     |        |
| 19   | 20 | Adrian Sutil         | Spyker-Ferrari     | 52    | + 1 tour                           | 21     |        |
| 20   | 21 | Sakon Yamamoto       | Spyker-Ferrari     | 52    | + 1 tour                           | 22     |        |
| Abd. | 5  | Felipe Massa         | Ferrari            | 10    | Suspension                         | 3      |        |
| Abd. | 14 | David Coulthard      | Red Bull-Renault   | 1     | Accident                           | 20     |        |

### Pole position et record du tour
- Pole position :  Fernando Alonso (McLaren-Mercedes) en 1 min 21 s 997 (vitesse moyenne : 254,336 km/h). Le meilleur temps des qualifications a quant à lui été établi par Alonso lors de la Q2 en 1 min 21 s 356[6].
- Meilleur tour en course :  Fernando Alonso (McLaren-Mercedes) en 1 min 22 s 871 au 15e tour (vitesse moyenne : 251,654 km/h)[7].

### Tours en tête
- Fernando Alonso (McLaren-Mercedes) : 48 tours (1-20 / 26-53) ;
- Kimi Räikkönen (Ferrari) : 5 tours (21-25)[8].

## Classements généraux à l'issue de la course
| Pos. | Pilote               | Écurie            | Points |
| ---- | -------------------- | ----------------- | ------ |
| 1    | Lewis Hamilton       | McLaren-Mercedes  | 92     |
| 2    | Fernando Alonso      | McLaren-Mercedes  | 89     |
| 3    | Kimi Räikkönen       | Ferrari           | 74     |
| 4    | Felipe Massa         | Ferrari           | 69     |
| 5    | Nick Heidfeld        | BMW Sauber        | 52     |
| 6    | Robert Kubica        | BMW Sauber        | 33     |
| 7    | Heikki Kovalainen    | Renault           | 21     |
| 8    | Giancarlo Fisichella | Renault           | 17     |
| 9    | Alexander Wurz       | Williams-Toyota   | 13     |
| 10   | Nico Rosberg         | Williams-Toyota   | 12     |
| 11   | David Coulthard      | Red Bull-Renault  | 8      |
| 12   | Mark Webber          | Red Bull-Renault  | 8      |
| 13   | Jarno Trulli         | Toyota            | 7      |
| 14   | Ralf Schumacher      | Toyota            | 5      |
| 15   | Takuma Satō          | Super Aguri-Honda | 4      |
| 16   | Jenson Button        | Honda             | 2      |
| 17   | Sebastian Vettel     | BMW Sauber        | 1      |

| Pos. | Écurie            | Points |
| ---- | ----------------- | ------ |
| 1    | McLaren-Mercedes  | 166    |
| 2    | Ferrari           | 143    |
| 3    | BMW Sauber        | 86     |
| 4    | Renault           | 38     |
| 5    | Williams-Toyota   | 25     |
| 6    | Red Bull-Renault  | 16     |
| 7    | Toyota            | 12     |
| 8    | Super Aguri-Honda | 4      |
| 9    | Honda             | 2      |

À la suite de l'affaire d'espionnage, les points de l'écurie McLaren seront rétroactivement supprimés le 13 septembre 2007 par décision du Conseil Mondial de la FIA.

## Statistiques
Le Grand Prix d'Italie 2007 représente :
- la 19e victoire de sa carrière pour Fernando Alonso[10] ;
- le 3e hat-trick de sa carrière pour Fernando Alonso [11] ;
- la 17e pole position de sa carrière pour Fernando Alonso[12] ;
- le 100e départ en Grand Prix pour Fernando Alonso.
- la 155e victoire pour McLaren en tant que constructeur[13] ;
- la 60e victoire pour Mercedes en tant que motoriste[14] ;
- le 44e doublé pour McLaren[15].

Au cours de ce Grand Prix :
- Fernando Alonso demeure le seul pilote à avoir inscrit des points lors de chacune des épreuves.